# Lista de exoplanetas descobertos em 2019
Esta é uma Lista de exoplanetas descobertos em 2019.
Para exoplanetas detectados apenas pela velocidade radial, o valor da massa é na verdade um limite inferior. (Consulte a massa mínima para obter mais informações)
| Nome                  | Massa (MJ)               | Raio (RJ)               | Período (dais)                 | Semieixo maior (AU)       | Temp. (K)       | Método de descoberta | Distância (ly)            | Massa da estrela-mãe (M☉) | Temperatura da estrela-mãe (K) | Observações |
| --------------------- | ------------------------ | ----------------------- | ------------------------------ | ------------------------- | --------------- | -------------------- | ------------------------- | ------------------------- | ------------------------------ | --- |
| 7 Canis Majoris c     | 0.87                     |                         | 996.00                         | 2.153                     |                 | Vel. radial          | 64.6                      | 1.34                      | 4826                           | [ 4 ] |
| Beta Pictoris c       | 9                        |                         | 1200                           | 2.7                       |                 | Vel. radial          | 64.43                     | 1.76                      |                                | [ 5 ] |
| DS Tucanae Ab         |                          | 0.509±0.015             | 8.138268±0.000011              |                           | 850             | Trânsito             | 143.89±0.22               | 1.01±0.06                 | 5428±80                        | [ 6 ] |
| Epsilon Indi Ab       | 3.25                     |                         | 16510                          | 11.55                     | 64.25           | Vel. radial          | 11.87                     | 0.75                      |                                | [ 7 ] |
| G 9-40 b              |                          | 0.1807                  | 5.746007                       | 0.0385                    | 456             | Trânsito             | 91.1                      | 0.290                     | 3348                           | [ 8 ] [ 9 ] |
| Gliese 49 b           | 0.0177+0.0021 −0.0021    |                         | 13.8508+0.0053 −0.0051         | 0.0905±0.0011             |                 | Vel. radial          | 32.145±0.01               | 0.515±0.019               | 3805±51                        | [ 10 ] |
| Gliese 357 b          | 0.00579                  | 0.1086                  | 3.93072                        | 0.035                     | 525             | Trânsito             | 30.80                     | 0.342                     | 3505                           | [ 11 ] |
| Gliese 357 c          | 0.0107                   |                         | 9.1247                         | 0.061                     | 401.2           | Vel. radial          | 30.80                     | 0.342                     | 3505                           | [ 11 ] |
| Gliese 357 d          | 0.019                    |                         | 55.661                         | 0.204                     | 219.6           | Vel. radial          | 30.80                     | 0.342                     | 3505                           | Exoplaneta potencialmente habitável |
| Gliese 378 b          | 0.04097±0.006            |                         | 3.822±0.001                    | 0.082±0.002               |                 | Vel. radial          | 48.79                     | 0.56±0.01                 | 3879±67                        | [ 12 ] |
| Gliese 411 b          | 0.00941±0.00145          |                         | 12.9532±0.0079                 |                           | 349.83±0.32     | Vel. radial          | 8.284                     | 0.386±0.039               | 3563±60                        | Estrela-mãe também conhecida como Lalande 21185 |
| Gliese 685 b          | 0.028+0.0053 −0.0057     |                         | 24.160+0.061 −0.047            | 0.1344+0.0052 −0.0051     |                 | Vel. radial          | 46.7102                   | 0.3816±0.069              | 0.55±0.06                      | [ 14 ] |
| Gliese 686 b          | 0.022±0.003              |                         | 15.53209+0.00166 −0.00167      | 0.091±0.004               | 379+24 −25      | Vel. radial          | 26.612±0.008              | 0.42±0.05                 | 3663±68                        | [ 15 ] |
| Gliese 3512 b         | 0.463                    |                         | 203.59                         | 0.3380                    |                 | Vel. radial          | 30.95                     | 0.123                     | 3081                           | [ 16 ] |
| Gliese 4276 b         | 0.05213+0.00296 −0.00299 |                         | 13.352±0.003                   | 0.082±0.002               |                 | Vel. radial          | 69.6±0.1                  | 0.41±0.03                 | 3387±51                        | Podem ser dois exoplanetas em ressonância orbital 2:1 |
| HAT-P-69b             | 3.58                     | 1.676                   | 4.7869491                      | 0.06555                   | 1930            | Trânsito             | 1122                      | 1.65                      | 7394                           | [ 18 ] |
| HAT-P-70b             | <6.78                    | 1.87                    | 2.74432452                     | 0.04739                   | 4000            | Trânsito             | 1073                      | 1.89                      | 8450                           | [ 18 ] [ 19 ] |
| HD 8326 b             | 0.210±0.062              |                         | 158.991±1.440                  | 0.533±0.011               |                 | Vel. radial          | 100.2                     | 0.80±0.05                 | 4914+51 −32                    | [ 20 ] |
| HD 13724 b            | 26.77+4.40 −2.20         |                         | 14763.405+4901.655 −1599.795   | 12.40+2.60 −0.90          |                 | Vel. radial          | 141.9±0.17                | 0.76±0.71                 | 5868±27                        | [ 21 ] |
| HD 15337 b            | 0.0236+0.0034 −0.0032    | 0.146±0.005             | 4.75615±0.00017                | 0.0522±0.0012             | 1001.0±11.5     | Trânsito             | 146.36±0.23               | 0.90±0.03                 | 5125±50                        | Estrela-mãe também conhecida como TOI-402 |
| HD 15337 c            | 0.0255+0.0057 −0.0053    | 0.213±0.011             | 17.1784±0.0016                 | 0.1268±0.0038             | 642±10          | Trânsito             | 146.36±0.23               | 0.90±0.03                 | 5125±50                        | Estrela-mãe também conhecida como TOI-402 |
| HD 21411 b            | 0.207±0.081              |                         | 84.288±0.127                   | 0.362±0.007               |                 | Vel. radial          | ±95.11                    | 0.89±0.05                 | 5605+247 −132                  | [ 20 ] |
| HD 21749 b            | 0.073+0.007 −0.006       | 0.254+0.023 −0.020      | 35.61253+0.00060 −0.00062      | 0.1915+0.0058 −0.0063     | 422+15 −14      | Trânsito             | 53.261±0.023              | 0.73±0.07                 | 4640±100                       | [ 23 ] |
| HD 21749 c            | <0.0116                  | 0.0796+0.0057 −0.0052   | 7.78993+0.00051 −0.00044       | 0.0695+0.0021 −0.0023     | 701+25 −23      | Trânsito             | 53.261±0.023              | 0.73±0.07                 | 4640±100                       | [ 23 ] |
| HD 24085 b            | 0.0371±0.0098            |                         | 2.0455±0.0002                  | 0.034±0.001               |                 | Vel. radial          | 179.4                     | 1.22±0.07                 | 6034+32 −53                    | [ 20 ] |
| HD 25015 b            | 4.48+0.30 −0.28          |                         | 6019.320+679.365 −262.980      | 6.19+0.45 −0.23           |                 | Vel. radial          | 122.2±0.22                | 0.86±0.05                 | 5160±63                        | [ 20 ] |
| HD 39855 b            | 0.027±0.005              |                         | 3.2498±0.0004                  | 0.041±0.001               |                 | Vel. radial          | 75.93                     | 0.87±0.05                 | 5576+50 −46                    | [ 20 ] |
| HD 64114 b            | 0.0560±0.0110            |                         | 45.791±0.070                   | 0.246±0.005               |                 | Vel. radial          | 102.9                     | 0.95±0.05                 | 5676+32 −87                    | [ 20 ] |
| HD 65216c             | 1.295±0.062              |                         | 577.6±1.328                    | 1.301±0.020               |                 | Vel. radial          | 114.7±0.1                 | 0.95±0.01                 | 5718±8                         | Redescoberto em 2019 após falso positivo em 2013 |
| HD 85628 A b          | 1.675±0.241              | 1.515±0.044             | 2.8240932±0.0000046            | 0.0474±0.0013             | 1865±25         | Trânsito             | 560±3                     | 1.75±0.05                 | 7800±200                       | Estrela-mãe também conhecida como MASCARA-4 |
| HD 92788 c            | 3.67+0.30 −0.25          |                         | 11611.2975+5055.06 −905.820    | 10.50+2.90 −0.55          |                 | Vel. radial          | 113.1385                  | 1.15±0.07                 | 5744±24                        | [ 28 ] |
| HD 92987 b            | 16.88+0.69 −0.65         |                         | 10354.8375+551.5275 −270.2850  | 9.62+0.36 −0.26           |                 | Vel. radial          | 142.2±0.22                | 1.08±0.06                 | 5770±36                        | [ 21 ] [ 29 ] |
| HD 97048 b            | 2.5                      |                         |                                | 130                       |                 | Imagem direta        | 603                       | 2.4                       | 10000                          | Descoberto usando o estudo da cinemática do disco, Não confirmado.                                                                                       |
| HD 102843 b           | 0.3584±0.0456            |                         | 3090.942±295.049               | 4.074±0.270               |                 | Vel. radial          | 205.05                    | 0.95±0.05                 | 5436+144 −69                   | [ 20 ] |
| HD 103949 b           | 0.0352±0.0072            |                         | 120.878±0.446                  | 0.439±0.009               |                 | Vel. radial          | 86.50                     | 0.77±0.04                 | 4792+66 −54                    | [ 20 ] |
| HD 181234 b           | 8.37+0.34 −0.36          |                         | 7462.0575+80.3550 −76.7025     | 12.40+2.60 −0.90          |                 | Vel. radial          | 155.9±0.42                | 1.01±0.06                 | 5386±60                        | [ 21 ] |
| HD 202696 b           | 1.996+0.220 −0.100       |                         | 517.8+8.9 −3.9                 | 1.566+0.016 −0.007        |                 | Vel. radial          | 618.3±5.2                 | 1.91+0.09 −0.14           | 5040+71 −85                    | [ 31 ] |
| HD 202696 c           | 1.864+0.177 −0.227       |                         | 946.6+20.7 −20.9               | 2.342+0.034 −0.035        |                 | Vel. radial          | 618.3±5.2                 | 1.91+0.09 −0.14           | 5040+71 −85                    | [ 31 ] |
| HD 206255 b           | 0.108±0.022              |                         | 96.045±0.317                   | 0.461±0.009               |                 | Vel. radial          | 245.9                     | 1.42±0.08                 | 5635+82 −99                    | [ 20 ] |
| HD 210193 b           | 0.4817±0.0733            |                         | 649.918±8.599                  | 1.487±0.031               |                 | Vel. radial          | 137.8                     | 1.04±0.06                 | 5790+38 −50                    | [ 20 ] |
| HD 211970 b           | 0.0409±0.0079            |                         | 25.201±0.025                   | 0.143±0.003               |                 | Vel. radial          | 42.4                      | 0.61±0.04                 | 4127+149 −94                   | [ 20 ] |
| HD 213885 b           | 0.0278+0.0021 −0.0020    | 0.1557+0.0045 −0.0046   | 1.008035+0.000021 −0.000020    | 0.02012+0.00015 −0.00012  |                 | Trânsito             | 156.45721±0.4566189       | 1.068+0.020 −0.018        | 5978±50                        | Uma super-Terra em trânsito com um período de 1 dia com uma composição semelhante à da Terra em torno de uma estrela brilhante (V=7.9) revelada por TESS |
| HD 213885 c           | 0.06277+0.00434 −0.00428 |                         | 4.78503+0.00056 −0.000051      | 0.056798+0.00044 −0.00032 | 1265.4+7.3 −8.4 | Vel. radial          | 156.45721±0.4566189       | 1.068+0.020 −0.018        | 5978±50                        | [ 32 ] |
| HD 221416 b           | 0.190±0.018              | 0.836+0.031 −0.028      | 14.2767±0.0037                 | 0.1228+0.00025 −0.00026   |                 | Trânsito             | 310.0931                  | 1.212±0.074               | 5080±90                        | Estrela-mãe também conhecida como TOI-197 ou HIP 116158                                                                                                  |
| HD 221420 b           | 9.70+1.10 −1.00          |                         | 22482+4200 −4100               | 18.5±2.3                  |                 | Vel. radial          | 101.7±0.12                | 1.67±0.11                 | 5830±44                        | [ 29 ] |
| HIP 35173 b           | 0.0400±0.0085            |                         | 41.516±0.077                   | 0.217±0.004               |                 | Vel. radial          | 108.25                    | 0.79±0.05                 | 4881+55 −81                    | [ 20 ] |
| HIP 54373 b           | 0.02712±0.00579          |                         | 7.760±0.003                    | 0.063±0.001               |                 | Vel. radial          | 61.09                     | 0.57±0.03                 | 4021+226 −146                  | [ 20 ] |
| HIP 54373 c           | 0.03914±0.00664          |                         | 15.144±0.008                   | 0.0990±0.0020             |                 | Vel. radial          | 61.09                     | 0.57±0.03                 | 4021+226 −146                  | [ 20 ] |
| HIP 71135 b           | 0.0592±0.0129            |                         | 87.190±0.381                   | 0.335±0.007               |                 | Vel. radial          | 105.5                     | 0.66±0.04                 | 4146+107 −110                  | [ 20 ] |
| HIP 79098 (AB)b       | 20.5±4.5                 |                         |                                | 345±6                     | 2450±150        | Imagem direta        | 477.2±8.2                 | 3.75±1.25                 |                                | Anã marrom |
| HR 858 b              |                          | 0.1860+0.0061 −0.0057   | 3.58599±0.00015                | 0.0480+0.0010 −0.0011     | 1572+22 −19     | Trânsito             | 104.35                    | 1.145+0.074 −0.080        | 6201±50                        | [ 35 ] |
| HR 858 c              |                          | 0.1730±0.0062           | 5.97293+0.00060 −0.00053       | 0.0674+0.0014 −0.0016     | 1326+18 −16     | Trânsito             | 104.35                    | 1.145+0.074 −0.080        | 6201±50                        | [ 35 ] |
| HR 858 d              |                          | 0.1931+0.0077 −0.0074   | 11.2300+0.0011 −0.0010         | 0.1027+0.0022 −0.0025     | 1075+15 −13     | Trânsito             | 104.35                    | 1.145+0.074 −0.080        | 6201±50                        | [ 35 ] |
| HR 5183 b             | 3.23                     |                         | 27000                          | 18                        | 171             | Vel. radial          | 102.7                     | 1.07                      | 5794                           | Exoplaneta encontrado com uma das órbitas mais elípticas em 2019                                                                                         |
| K2-32e                |                          | 0.0901+0.0089 −0.008    | 4.34882+0.00069 −0.00075       | 0.04951±0.00055           |                 | Trânsito             | 516.6±4.2                 | 0.856±0.028               |                                | Com um raio quase idêntico ao da Terra, é quase certamente um exoplaneta terrestre                                                                       |
| K2-43c                |                          | 0.216                   | 2.198884                       |                           | 1093.7          | Trânsito             | 598                       | 0.57                      | 3841                           | [ 38 ] |
| K2-50c                |                          | 0.089+0.011 −0.01       | 3.96151+0.00046 −0.00051       |                           |                 | Trânsito             | 845.82±10.63              | 0.61±0.06                 |                                | [ 39 ] |
| K2-63c                |                          | 0.35±0.11               | 25.4556±0.0047                 | 0.189±0.011               |                 | Trânsito             | 524.414±21                | 1.40±0.25                 | 6771±303                       | Não confirmado |
| K2-133e               |                          | 0.154+0.012 −0.012      | 26.5841+0.0018 −0.0017         | 0.1346±0.0011             | 296±10          | Trânsito             | 245.3±0.7                 | 0.46±0.01                 | 3655±80                        | Estrela-mãe também conhecida como LP 358-499 |
| K2-146c               | 0.02358                  | 0.195                   | 4.00498                        |                           | 1093.7          | Trânsito             | 259                       | 0.33                      | 3385                           | [ 41 ] |
| K2-166c               |                          | 0.109+0.019 −0.015      | 3.80464+0.00091 −0.00105       |                           |                 | Trânsito             | 1568.81+31.64 −29.03      | 1.07±0.03                 |                                | [ 39 ] |
| K2-168c               |                          | 0.105+0.012 −0.009      | 8.0468+0.0024 −0.0025          |                           |                 | Trânsito             | 800.91±13.67              | 0.91±0.03                 |                                | [ 38 ] [ 39 ] |
| K2-198c               |                          | 0.1270                  | 3.3596055                      |                           | 1229.9          | Trânsito             | 362                       | 0.80                      | 5213                           | [ 38 ] |
| K2-198d               |                          | 0.2175                  | 7.4500177                      |                           | 943.2           | Trânsito             | 362                       | 0.80                      | 5213                           | [ 38 ] |
| K2-282c               |                          | 0.132+0.012 −0.009      | 0.70531±0.00005                |                           |                 | Trânsito             | 1638.22±25.34             | 0.94±0.04                 | 5499±109                       | 3.º exoplaneta descoberto em 2020 |
| K2-286b               | 0.0214±0.0135            | 0.1873±0.0178           | 27.359±0.005                   | 0.1768+0.0175 −0.0205     | 347+21 −11      | Trânsito             | 248.9±0.8                 | 0.64±0.02                 | 3926±100                       | [ 43 ] |
| K2-288Bb              |                          | 0.17±0.03               | 31.393463+0.000067 −0.000069   | 0.164±0.030               | 226.36±22.30    | Trânsito             | 214.3±2.8                 | 0.33±0.02                 | 3341±276                       | [ 44 ] |
| K2-290b               | 0.0664                   | 0.273±0.014             | 9.21165+0.00033 −0.00034       | 0.0923±0.0066             | 1230±38         | Trânsito             | 897±12                    | 1.19+0.07 −0.08           | 6302±120                       | Dois planetas em órbita retrógrada |
| K2-290c               | 0.774±0.047              | 1.006±0.050             | 48.36685+0.00041 −0.00040      | 0.0923±0.0066             | 676±16          | Trânsito             | 897±12                    | 1.19+0.07 −0.08           | 6302±120                       | Dois planetas em órbita retrógrada |
| K2-291b               | 0.0204±0.0036            | 0.1418+0.0085 −0.0064   | 2.225177+0.000066 −0.000068    | 0.03261±0.00044           |                 | Trânsito             | 295±2                     | 0.93±0.04                 | 5520±60                        | [ 47 ] |
| K2-293b               |                          | 0.219+0.031 −0.022      | 13.1225+0.0011 −0.0012         |                           | 750+170 −50     | Trânsito             | 1290±22                   | 0.96+0.04 −0.03           | 5532±78                        | [ 48 ] |
| K2-294b               |                          | 0.148+0.019 −0.017      | 2.50387+0.00022 −0.00023       |                           | 1425+79 −54     | Trânsito             | 1230±20                   | 0.99+0.03 −0.03           | 5612±50                        | [ 48 ] |
| K2-296b               |                          | 0.167+0.018 −0.04       | 28.1656+0.0027 −0.0028         |                           |                 | Trânsito             | 521.78±4.57               | 0.41+0.11 −0.05           |                                | Estrela-mãe também conhecida como EPIC 201238110 |
| K2-297b               |                          | 0.062+0.005 −0.004      | 2.13174±0.00022                |                           |                 | Trânsito             | 831.31±5.48               | 0.78+0.09 −0.17           |                                | Estrela-mãe também conhecida como EPIC 201497682 |
| K2-298b               |                          | 0.098+0.012 −0.011      | 4.16959+0.00051 −0.00053       |                           |                 | Trânsito             | 1441.42±26.65             | 0.8+0.08 −0.16            |                                | [ 39 ] |
| K2-299b               |                          | 0.152+0.053 −0.028      | 4.50756+0.00062 −0.0006        |                           |                 | Trânsito             | 1219.21±16.28             | 0.93+0.08 −0.1            | 5724±72                        | Mais dois exoplanetas no sistema estelar descobertos em 2020                                                                                             |
| K2-300b               |                          | 0.09+0.021 −0.012       | 2.87814+0.00023 −0.00026       |                           |                 | Trânsito             | 528.67±5.87               | 0.22+0.04 −0.06           |                                | [ 39 ] |
| K2-301b               |                          | 0.145+0.015 −0.017      | 5.29711+0.00074 −0.0007        |                           |                 | Trânsito             | 1491.42±44.98             | 0.56±0.05                 | 4114±99                        | [ 39 ] |
| K2-302b               |                          | 0.08+0.017 −0.018       | 2.25372±0.00047                |                           |                 | Trânsito             | 359.49±3.52               | 0.41+0.1 −0.08            |                                | Mais dois exoplanetas no sistema descobertos em 2020 |
| K2-303b               |                          | 0.086+0.01 −0.013       | 1.58252+0.00017 −0.00018       |                           |                 | Trânsito             | 1034.57±9.59              | 0.71+0.09 −0.03           |                                | [ 39 ] |
| K2-304b               |                          | 0.118+0.007 −0.008      | 2.28943±0.00019                |                           |                 | Trânsito             | 1380.78±23.94             | 0.83+0.09 −0.12           |                                | [ 39 ] |
| K2-305b               |                          | 0.194+0.06 −0.037       | 18.0983+0.006 −0.0058          |                           |                 | Trânsito             | 2030.88±33.92             | 1.11+0.14 −0.12           |                                | [ 39 ] |
| K2-306b               |                          | 0.143+0.012 −0.014      | 34.885+0.011 −0.01             |                           |                 | Trânsito             | 931.54±6.69               | 0.91+0.04 −0.16           |                                | [ 39 ] |
| K2-307b               |                          | 0.1+0.011 −0.008        | 15.2841+0.0037 −0.0029         |                           |                 | Trânsito             | 1053.09±20.65             | 0.98+0.04 −0.03           | 6004+77 −78                    | Suspeita-se de mais dois exoplanetas no sistema, segundo exoplaneta no sistema confirmado em 2021                                                        |
| K2-308b               |                          | 0.884±0.087             | 3.38628±0.00002                |                           |                 | Trânsito             |                           | 1.09±0.09                 | 6100±263                       | [ 51 ] |
| K2-310b               |                          | 0.2307±0.0112           | 13.6030±0.0013                 | 0.0980±0.0040             | 536±18          | Trânsito             | 1133.22                   | 0.690±0.038               | 4684±79                        | [ 52 ] |
| K2-310c               |                          | 0.2400±0.0130           | 65.5500±0.0089                 | 0.280±0.006               | 316±10          | Trânsito             | 1133.22                   | 0.690±0.038               | 4684±79                        | [ 52 ] |
| KELT-23Ab             | 0.938+0.048 −0.044       | 1.323±0.025             | 2.255251+0.000011 −0.000012    | 0.03302+0.00068 −0.00064  | 1561±20         | Trânsito             | 409.07±1.14               | 0.94+0.06 −0.05           | 5899±49                        | [ 53 ] |
| KELT-24b              | 5.18                     | 1.272                   | 5.5514926                      | 0.06969                   | 1459            | Trânsito             | 313.2                     | 1.46                      | 6509                           | |
| Kepler-47d            | 0.05984+0.07501 −0.03672 | 0.628+0.059 −0.044      | 187.366+0.069 −0.051           | 0.6992+0.0031 −0.0033     |                 | Trânsito             | 4900                      | 0.957+0.013 −0.015        |                                | |
| Kepler-65e            | 0.653+0.056 −0.055       |                         | 258.8+1.5 −1.3                 | 0.362±0.007               |                 | Vel. radial          | 999.3±8.8                 | 1.25±0.06                 | 6211±66                        | |
| Kepler-82f            | 0.0658±0.0031            |                         | 75.732±0.012                   | 0.3395±0.0041             |                 | Tempo                | 3026.64                   | 0.91±0.03                 | 5401±108                       | |
| Kepler-88d            | 3.15±0.15                |                         | 1409+14 −13                    | 2.45±0.02                 |                 | Vel. radial          | 1243±7                    | 1.022+0.023 −0.026        | 5513±67                        | [ 54 ] |
| Kepler-411d           | 0.0478±0.0160            | 0.2961±0.0093           | 58.02035±0.00056               | 0.279±0.004               | 410±10          | Trânsito             | 500.94±1.57               | 0.87±0.04                 |                                | [ 55 ] |
| Kepler-411e           | 0.0340±0.0035            |                         | 31.509728±0.000085             | 0.186±0.003               | 503±9           | Tempo                | 500.94±1.57               | 0.87±0.04                 |                                | [ 55 ] |
| Kepler-448c           | 22                       |                         | 2500                           | 4.2                       |                 | Tempo                | 1318                      | 1.5                       |                                | |
| Kepler-1659b          | 0.028±0.001              | 0.17±0.02               | 13.608±0.00006                 | 0.11229                   |                 | Trânsito             | 3812.7570                 | 1.02                      |                                | |
| Kepler-1659c          | 0.0014±0.001             | 0.17±0.03               | 20.4415±0.0013                 | 0.1472                    |                 | Trânsito             | 3812.7570                 | 1.02                      |                                | |
| Kepler-1660b          | 7.693±0.054              |                         |                                | 237.68977±0.08237         |                 | Tempo                | 4013.68±73.27             | 1.21                      |                                | Esta detecção surgiu de uma busca por variações de tempo de eclipse entre os mais de 2.000 binários eclipsantes observados pelo Kepler.                  |
| KMT-2016-BLG-0212Lb   | 18                       |                         |                                | 2.2                       |                 | Microlente           | 21000                     | 0.48                      |                                | |
| KMT-2016-BLG-1107Lb   | 3.283+3.468 −1.835       |                         |                                | 0.342+0.070 −0.085        |                 | Microlente           | 21700+3090 −4400          | 0.087+0.092 −0.049        |                                | |
| KMT-2017-BLG-0165Lb   | 0.11+0.05 −0.04          |                         |                                | 3.45+0.98 −0.95           |                 | Microlente           | 14774.88                  | 0.760+0.340 −0.270        |                                | [ 56 ] [ 57 ] |
| KMT-2017-BLG-1038Lb   | 2.0+2.0 −1.1             |                         |                                | 1.8+0.6 −0.5              |                 | Microlente           | 19569.3826                | 0.37+0.36 −0.20           |                                | |
| KMT-2017-BLG-1146Lb   | 0.710+0.800 −0.420       |                         |                                | 1.6±0.6                   |                 | Microlente           | 21200.16                  | 0.33+0.36 −0.20           |                                | |
| KMT-2018-BLG-1990Lb   | 0.348                    |                         |                                | 0.763                     |                 | Microlente           | 3150                      | 0.09                      |                                | |
| LHS 3844 b            |                          | 0.1162±0.0020           | 0.46292913±0.00000190          | 0.00622±0.00017           | 805±20          | Trânsito             | 48.60±0.03                | 0.15±0.01                 | 3036±77                        | |
| LP 791-18 b           |                          | 0.0999                  | 0.9480050                      | 0.009690                  | 650             | Trânsito             | 86.41                     | 0.14                      | 2960                           | [ 58 ] |
| LP 791-18 c           |                          | 0.206                   | 4.989963                       | 0.029392                  | 370             | Trânsito             | 86.41                     | 0.14                      | 2960                           | [ 58 ] |
| L 98-59 b             | 0.00157+0.00094 −0.00063 | 0.071±0.004             | 2.25314±0.00002                | 0.0233±0.0017             |                 | Trânsito             | 34.64                     | 0.31±0.01                 | 3367±150                       | [ 59 ] |
| L 98-59 c             | 0.00755+0.00566 −0.00252 | 0.12+0.007 −0.006       | 3.690621+0.000013 −0.000014    | 0.0324±0.0023-0.0024      |                 | Trânsito             | 34.64                     | 0.31±0.01                 | 3367±150                       | [ 59 ] |
| L 98-59 d             | 0.0107+0.0085 −0.0044    | 0.14±0.012              | 7.45086+0.00004 −0.00005       | 0.052±0.004               |                 | Trânsito             | 34.64                     | 0.31±0.01                 | 3367±150                       | [ 59 ] |
| LSPM J2116+0234 b     | 0.04185+0.00315 −0.00346 |                         | 14.4399+0.0078 −0.0087         | 0.0876+0.0022 −0.0021     |                 | Vel. radial          | 57.53±0.07                | 0.43±0.03                 | 3475±51                        | |
| LTT 1445 Ab           | 0.0069                   | 0.123                   | 5.35882                        | 0.03807                   | 433             | Trânsito             | 22.4                      | 0.26                      | 3337                           | [ 60 ] |
| MOA-bin-29b           | 0.600                    |                         |                                | 0.48                      |                 | Microlente           | 23200                     | 0.03                      |                                | [ 61 ] |
| NGTS-5b               | 0.229±0.037              | 1.136±0.023             | 3.3569866±0.0000026            | 0.0382±0.0013             | 952±24          | Trânsito             | 309.5±8.5                 | 0.66+0.07 −0.06           | 4987±41                        | [ 62 ] |
| NGTS-6b               | 1.339                    | 1.326                   | 0.8820590                      | 0.01677                   |                 | Trânsito             | 1010                      | 0.77                      | 4730                           | [ 63 ] |
| NGTS-8b               | 0.93                     | 1.09                    | 2.49970                        | 0.035                     | 1345            | Trânsito             | 1420                      | 0.89                      | 5241                           | [ 64 ] |
| NGTS-9b               | 2.90                     | 1.07                    | 4.43527                        | 0.058                     | 1448            | Trânsito             | 1420                      | 1.34                      | 6330                           | [ 64 ] |
| NSVS 14256825 b       | 14.15±0.16               |                         | 3225±22                        | 3.12±0.07                 |                 | Tempo                | 2734.2±137.31             | 0.42±0.07                 | 40000                          | Disputado |
| NY Virginis c         | 5.54                     |                         | 8799                           |                           |                 | Tempo                | 1800                      |                           |                                | Disputado |
| OGLE-2015-BLG-1649L   | 2.54                     |                         |                                | 2.07                      |                 | Microlente           | 1380                      | 0.34                      |                                | [ 67 ] |
| OGLE-2016-BLG-1067Lb  | 0.43                     |                         |                                | 1.70                      |                 | Microlente           | 3730                      | 0.30                      |                                | |
| OGLE-2018-BLG-0532Lb  | 0.02062+0.00285 −0.00254 |                         |                                | 1.103+0.118 −0.107        |                 | Microlente           |                           |                           |                                | [ 68 ] |
| OGLE-2018-BLG-0596Lb  | 0.04383±0.00491          |                         |                                | 0.97±0.13                 |                 | Microlente           | 18400±2400                | 0.23±0.03                 |                                | [ 69 ] |
| OGLE-2018-BLG-0740Lb  | 4.8                      |                         | 5480                           | 6.1                       |                 | Microlente           | 10400                     | 1.0                       | 5912                           | [ 70 ] |
| OGLE-2018-BLG-1011Lb  | 1.8                      |                         |                                | 6.1                       |                 | Microlente           | 23000                     | 0.18                      |                                | [ 71 ] |
| OGLE-2018-BLG-1011Lc  | 2.8                      |                         |                                | 0.80                      |                 | Microlente           | 23000                     | 0.18                      | [ 71 ]                         | |
| PDS 70c               | 8.0±4.0                  |                         |                                | 34.5±2                    |                 | Imagem direta        | 369.96±1.7                | 0.76±0.02                 | 3972±36                        | [ 72 ] |
| Qatar-8b              | 0.371±0.062              | 1.285±0.022             | 3.71495±0.00100                | 0.0474±0.0008             | 1457±14         | Trânsito             | 902.5±11                  | 1.03±0.05                 | 5738±51                        | [ 73 ] |
| Qatar-9b              | 1.19±0.16                | 1.009±0.014             | 1.540731±0.000038              | 0.0234±0.0003             | 1134±9          | Trânsito             | 689.5±5.2                 | 0.72±0.02                 | 4309±31                        | [ 73 ] |
| Qatar-10b             | 0.736±0.090              | 1.543±0.040             | 1.645321±0.000010              | 0.0286±0.0006             | 1955±25         | Trânsito             | 1760±33                   | 1.16±0.07                 | 6124±46                        | [ 73 ] |
| SDSS J1228+1040 b     |                          | 0.0009+0.0045 −0.000758 | 0.0857±0.00021                 | 0.0034±0.000009           | 1800            | Tempo                | 413.337977±0.4892346      | 0.705±0.05                |                                | O menor exoplaneta conhecido descoberto |
| Teegarden b           | 0.00330+0.00041 −0.00038 |                         | 4.9100±0.0014                  | 0.0252+0.0008 −0.0009     |                 | Vel. radial          | 12.50±0.013               | 0.09±0.01                 | 2904±51                        | [ 75 ] |
| Teegarden c           | 0.00349+0.00050 −0.00047 |                         | 11.409±0.009                   | 0.0443+0.0014 −0.0015     | 226             | Vel. radial          | 12.50±0.013               | 0.09±0.01                 | 2904±51                        | Exoplaneta potencialmente habitável |
| TOI-125 b             | 0.0299±0.00277           | 0.2432±0.00669          | 4.65382±0.00033                | 0.05186+0.00086 −0.00077  | 1037±11         | Trânsito             | 363.3382±1.435088         | 0.859+0.044 −0.038        | 5320±39                        | [ 76 ] [ 77 ] |
| TOI-125 c             | 0.02086±0.00311          | 0.24614±0.009           | 9.15059+0.0007 −0.00082        | 0.814±0.0013              | 827.8±8.6       | Trânsito             | 363.3382±1.435088         | 0.859+0.044 −0.038        | 5320±39                        | [ 77 ] [ 78 ] |
| TOI-125 d             | 0.0428±0.0038            | 0.2614±0.0152           | 19.98+0.005 −0.0056            | 0.05186+0.00086 −0.00077  | 638.1±6.6       | Trânsito             | 363.3382±1.435088         | 0.859+0.044 −0.038        | 5320±39                        | [ 77 ] [ 79 ] |
| TOI-150b              | 1.75+0.14 −0.17          | 1.38±0.04               | 5.857342+0.000065 −0.000066    | 0.0583+0.0013 −0.0018     | 1493+29 −32     | Trânsito             | 1095.89±6.52              | 1.25+0.07 −0.12           | 6003+104 −98                   | [ 80 ] |
| TOI-163b              | 1.22                     | 1.489                   | 4.231306                       | 0.0580                    | 1669            | Trânsito             | 1359                      | 1.44                      | 6495                           | [ 80 ] |
| TOI-172b              | 5.42+0.22 −0.20          | 0.965+0.032 −0.029      | 9.47725+0.00064 −0.00079       | 0.0914±0.0017             |                 | Trânsito             | 1097.418                  | 1.128+0.065 −0.061        | 5645±50                        | [ 81 ] |
| TOI-216 b             | 0.059±0.002              | 0.714+0.268 −0.179      | 17.1607                        | 0.1293+0.0067 −0.0051     | 628+13 −11      | Trânsito             | 583±3                     | 0.77                      | 5026±125                       | Semieixo maior são fortemente variáveis devido à interação do exoplaneta em uma escala de tempo de alguns anos                                           |
| TOI-216 c             | 0.56±0.02                | 0.902±0.018             | 34.525528                      | 0.2069+0.0107 −0.0082     | 497+10 −8       | Trânsito             | 583±3                     | 0.77                      | 5026±125                       | Semieixo maior são fortemente variáveis devido à interação do exoplaneta em uma escala de tempo de alguns anos                                           |
| TOI-270b              | 0.0050                   | 0.1112                  | 3.360080                       | 0.0306                    | 528             | Trânsito             | 73.23                     | 0.40                      | 3386                           | [ 85 ] [ 86 ] |
| TOI-270c              | 0.0193                   | 0.216                   | 5.660172                       | 0.0472                    | 424             | Trânsito             | 73.23                     | 0.40                      | 3386                           | [ 85 ] [ 86 ] |
| TOI-270d              | 0.0150                   | 0.190                   | 11.38014                       | 0.0733                    | 340             | Trânsito             | 73.23                     | 0.40                      | 3386                           | Atmosfera de vapor e hidrogênio |
| TOI-564b              | 1.463+0.10 −0.096        | 1.02+0.71 −0.29         | 1.651144±0.000018              | 0.02734+0.00061 −0.00053  | 1714+20 −21     | Trânsito             | 643.8±5.9                 | 0.998+0.068 −0.057        | 5640+34 −37                    | [ 88 ] |
| TOI-905b              | 0.667+0.042 −0.041       | 1.171+0.052 −0.051      | 3.739494±0.000038              | 0.04666+0.00096 −0.0011   | 1192+39 −36     | Trânsito             | 489.9+23.5 −22.5          | 0.968+0.061 −0.068        | 5570+150 −140                  | [ 88 ] |
| V1298 Tauri b         |                          | 0.911+0.049 −0.053      | 24.13861+0.00102 −0.00090      | 0.1687+0.0025 −0.0026     | 668±22          | Trânsito             | 353.9±2.3                 | 1.10±0.05                 | 4970±120                       | [ 89 ] |
| V1298 Tauri c         |                          | 0.499                   | 8.24958                        | 0.0825                    | 845±27          | Trânsito             | 353.9                     | 1.10                      | 4970                           | [ 90 ] |
| V1298 Tauri d         |                          | 0.572                   | 12.4032                        | 0.1083                    | 677±22          | Trânsito             | 353.9                     | 1.10                      | 4970                           | [ 90 ] |
| V1298 Tauri e         |                          | 0.780                   | 60                             | 0.308                     | 492+66 −104     | Trânsito             | 353.9                     | 1.10                      | 4970                           | [ 90 ] |
| WASP-18Ac             | 0.174±0.039              |                         | 2.1558                         | 0.035                     |                 | Tempo                | 404                       | 1.22                      | 6400                           | [ 91 ] |
| WASP-126c             | 0.202±0.077              |                         | 7.63±0.17                      |                           |                 | Tempo                | 763.206±48.9235           | 1.12                      | 5800                           | False positive |
| WASP-169b             | 0.561                    | 1.304                   | 5.6114118                      | 0.0681                    | 1604            | Trânsito             | 2080                      | 1.34                      | 6110                           | [ 93 ] |
| WASP-171b             | 1.084                    | 0.980                   | 3.8186244                      | 0.05040                   | 1642            | Trânsito             | 2530                      | 1.17                      | 5965                           | [ 93 ] |
| WASP-175b             | 0.990                    | 1.208                   | 3.0652907                      | 0.04403                   | 1571            | Trânsito             | 2080                      | 1.21                      | 6229                           | [ 93 ] |
| WASP-177b             | 0.508±0.038              | 1.58+0.66 −0.83         | 3.071722±0.000001              | 0.03957±0.00058           | 1142±32         | Trânsito             | 580.5583                  | 0.876±0.038               | 5017±70                        | [ 94 ] |
| WASP-178b             | 1.66                     | 1.81                    | 3.3448285                      | 0.0558                    | 2470            | Trânsito             | 1360                      | 2.07                      | 9360                           | [ 95 ] |
| WASP-180Ab            | 0.9                      | 1.24                    | 3.409264                       | 0.048                     |                 | Trânsito             | 830                       | 1.3                       | 6600                           | [ 96 ] |
| WASP-181b             | 0.299±0.034              | 1.184+0.071 −0.059      | 4.159±0.0000034                | 0.00542±0.00069           | 1186+32 −26     | Trânsito             | 1444.872                  | 1.04±0.04                 | 5839±70                        | [ 94 ] |
| WASP-182b             | 0.148                    | 0.850                   | 3.3769848                      | 0.0451                    | 1479            | Trânsito             | 1080                      | 1.08                      | 5638                           | [ 93 ] |
| WASP-183b             | 0.502±0.047              | 1.47+0.94 −0.33         | 4.11177±0.0000051              | 0.0463±0.00075            | 1111±30         | Trânsito             | 1069.79292                | 1.00±0.03                 | 0.784±0.038                    | [ 94 ] |
| WASP-184b             | 0.57                     | 1.33                    | 5.18170                        | 0.0627                    | 1480            | Trânsito             | 2090                      | 1.23                      | 6000                           | [ 95 ] |
| WASP-185b             | 0.980                    | 1.25                    | 9.38755                        | 0.0904                    | 1160            | Trânsito             | 897                       | 1.12                      | 5900                           | [ 95 ] |
| WASP-192b             | 2.30                     | 1.23                    | 2.8786765                      | 0.0408                    | 1620            | Trânsito             | 1610                      | 1.09                      | 5910                           | [ 95 ] |
| KMT-2016-BLG-1836L b  | 2.2+1.9 −1.1             |                         |                                | 3.5+1.1 −0.9              |                 | Microlente           | 23157.1+2609.25 −7827.753 | 0.49+0.38 −0.25           |                                | [ 97 ] |
| HD 85628 A b          | 3.1±0.9                  | 1.53+0.07 −0.04         | 2.82406±0.00003                | 0.047±0.004               | 2100±100        | Trânsito             | 559.47±3.05               | 1.75±0.05                 | 7800±200                       | Mascara-4b: estrela gigante A3V e um exoplaneta em órbita retrógrada.                                                                                    |
| OGLE-2016-BLG-1227 b  | 0.79+1.3 −0.39           |                         |                                | 3.4+2.1 −1                |                 | Microlente           |                           | 0.1+0.17 −0.05            |                                | [ 99 ] |
| OGLE-2013-BLG-0911L b | 9.51+2.72 −1.69          |                         |                                |                           |                 | Microlente           | 10500+1500 −1100          | 0.29+0.07 −0.05           |                                | [ 100 ] |
| L 1159-16 b           | 0.088+0.060 −0.035       |                         | 241.59+4.6 −4.0                | 0.403+0.039 −0.047        |                 | Vel. radial          | 14.584±0.007              | 0.15                      | 3158                           | Refutado em 202 |
| L 1159-16 c           | 0.23±0.02                |                         | 772.05+2.41 −1.84              | 0.88±0.02                 |                 | Vel. radial          | 14.578±0.005              | 0.15±0.01                 | 3154±54                        | Confirmado em 2022 como L 1159-16 b |
| TOI-175b              | 0.00126+0.00050 −0.00048 | 0.0642+0.0046 −0.0035   | 2.2531136+0.0000012 −0.0000015 | 0.02191+0.00080 −0.00084  | 627+33 −36      | Trânsito             | 34.636±0.010              | 0.273±0.030               | 3415±135                       | Até o momento, é o exoplaneta de menor massa confirmado, ou medido, usando a técnica da velocidade radial. Estrela-mãe também conhecida como L 98-59.    |

## Listas específicas de exoplanetas
- Listas de exoplanetas
- Lista de exoplanetas descobertos antes de 2000 (32)
- Lista de exoplanetas descobertos entre 2000-2009 (379)
- Lista de exoplanetas descobertos em 2010 (109)
- Lista de exoplanetas descobertos em 2011 (179)
- Lista de exoplanetas descobertos em 2012 (149)
- Lista de exoplanetas descobertos em 2013 (151)
- Lista de exoplanetas descobertos em 2014 (878)
- Lista de exoplanetas descobertos em 2015 (151)
- Lista de exoplanetas descobertos em 2016 (1.513)
- Lista de exoplanetas descobertos em 2017 (158)
- Lista de exoplanetas descobertos em 2018 (306)
- Lista de exoplanetas descobertos em 2019 (172)
- Lista de exoplanetas descobertos em 2020 (264)
- Lista de exoplanetas descobertos em 2021 (242)
- Lista de exoplanetas descobertos em 2022 (314)
- Lista de exoplanetas descobertos em 2023 (75)
- Lista de exoplanetas potencialmente habitáveis
- Lista de nomes próprios de exoplanetas
- Lista de sistemas multiplanetários
- Lista dos primeiros exoplanetas
- Lista de exoplanetas extremos
- Lista de exoplanetas descobertos usando a sonda Kepler
- Lista de exoplanetas observados durante a missão K2 do Kepler
- Lista de candidatos de exoplanetas para água líquida
- Lista dos exoplanetas mais próximos
- Lista de candidatos a exoplaneta terrestres mais próximos
- Lista de exoplanetas em trânsito